# Договор пожизненного содержания на Украине
Договор пожизненного содержания является разновидностью договора отчуждения имущества, который предусматривает, что одна сторона (отчуждатель) передает второй стороне (приобретателю) в собственность жилой дом, квартиру или их часть, другое недвижимое или движимое имущество, имеющее значительную ценность, взамен чего приобретатель обязуется обеспечивать отчуждателя содержанием и (или) уходом пожизненно (статья 744 Гражданского кодекса Украины).
Договор пожизненного содержания (ухода) является альтернативой договора купли-продажи в тех случаях, когда лицо при жизни намерено, но при определенных условиях, распорядиться имуществом, принадлежащим ему по праву собственности. Также этот договор может рассматриваться как альтернатива наследственному договору или договору дарения. В то же время, правовые последствия заключения таких договоров существенно отличаются.
Правовое регулирование договора пожизненного содержания в Украине осуществляется Гражданским кодексом (глава 57) и другими правовыми актами.
Передавая в собственность имущество, отчуждатель, прежде всего, имеет целью получение материального (натурального или денежного) обеспечения, ухода и услуг, в которых он нуждается. Стороны вправе самостоятельно определить в договоре размер, объем и периодичность предоставления материального обеспечения, виды и содержание ухода.
В соответствии со статьей 745 Кодекса, договор пожизненного содержания заключается в письменной форме и подлежит нотариальному удостоверению. Согласно пункту 82 Инструкции о порядке совершения нотариальных действий нотариусами Украины, договора пожизненного содержания (ухода) удостоверяются нотариусами с соблюдением общих правил удостоверения договоров отчуждения. Договор пожизненного содержания (ухода), по которому передается приобретателю в собственность недвижимое имущество, подлежит государственной регистрации.

## Предмет и существенные условия договора пожизненного содержания
Действующий ГК Украины предусматривает использование в качестве предмета договора пожизненного содержания не только жилого дома, квартиры или их части, но и другого движимого или недвижимого имущества, имеющего значительную ценность. Общим требованием к отчуждаемому по договору имуществу является его оборотоспособность.
Предметом договора может быть:
1. Жилой дом или его часть.
2. Квартира или ее часть.
3. Другое недвижимое имущество (земельный участок, садовый дом, дача, гараж, нежилое здание, нежилое помещение, производственный комплекс, движимое имущество, на которое распространяется режим недвижимого имущества и т.д.).
4. Движимое имущество, имеющее значительную ценность (транспортные средства, антикварные вещи, произведения искусства, культурные ценности, драгоценности, коллекции из перечисленных предметов, оборудование, ценные бумаги, нематериальные активы, в том числе объекты права интеллектуальной собственности и т.д.).

Существенными условиями договора пожизненного содержания (ухода), кроме предмета являются:
1. наименование (название), место жительства сторон (местонахождение сторон), идентификационный номер - для физических лиц и идентификационный код по данным ЕГРПОУ - для юридических лиц;
2. сведения о документе, который подтверждает право собственности на отчуждаемое по договору имущество;
3. стоимостная оценка имущества, отчуждаемого по договору;
4. размер (стоимость) и форма предоставления содержания и (или) ухода, периодичность выполнения обязанностей приобретателя;
5. место исполнения договора;
6. в случае обязательства приобретателя обеспечить отчуждателя или третье лицо жильем в доме (квартире), который переходит ему по договору пожизненного содержания (ухода), в тексте договора указывается конкретно определенная часть помещения, в которой отчуждатель или третье лицо имеет право проживать;
7. четко установленные права и обязанности сторон и другие условия, установленные по договоренности между сторонами договора;
8. условия и основания прекращения или уменьшения объема обязанностей приобретателя перед отчуждателем; основания и порядок расторжения договора пожизненного содержания (ухода);
9. момент возникновения права собственности на имущество, переданное по договору;
10. сведения об обеспечении исполнения договора (наложение запрета отчуждения на имущество).

## Стороны договора пожизненного содержания. Их права и обязанности.
Согласно статье 746 ГК сторонами по договору пожизненного содержания (ухода) является отчуждатель и приобретатель.
Отчуждателем может быть любое физическое лицо, независимо от возраста и состояния здоровья (часть 1 статьи 746 ГК). По общим требованиям относительно действия сделки (ст. 203 ГК), лицо, которое ее совершает должно иметь необходимый объем гражданской дееспособности.
Приобретателем в договоре пожизненного содержания (ухода) может быть только совершеннолетнее дееспособное физическое лицо или юридическое лицо (ч. 2 ст. 746 ГК).
Соответственно, приобретателями могут быть как коммерческие, так и некоммерческие юридические лица. В тех случаях, когда приобретателем является юридическое лицо, необходимо, чтобы заключение такого рода договоров и оказание услуг по содержанию (ухода) выступало одной из целей деятельности этой организации.
Содержание договора составляют права отчуждателя и обязанности приобретателя.
По договору пожизненного содержания (ухода) отчуждатель имеет следующие права:
- определить условия обеспечения его жильем, в частности в доме (квартире), которые переданы приобретателю по договору;
- определить все виды материального обеспечения, ухода (попечительства), которые будет предоставлять ему или третьему лицу приобретатель;
- требовать выполнения условий договора по предоставлению содержания (ухода), в том числе непосредственно приобретателем;
- в случае необходимости вправе ставить вопрос о замене имущества, переданного по договору пожизненного содержания (ухода), на другую вещь;
- расторгнуть договор в случае ненадлежащего выполнения приобретателем своих обязательств в судебном порядке.

Приобретатель становится собственником имущества, переданного ему по договору пожизненного содержания (ухода) с момента удостоверения такого договора или с момента вступления в законную силу решения суда о признании договора, не удостоверенного нотариально, действительным. Если договор пожизненного содержания (ухода) подлежит государственной регистрации, право собственности у приобретателя возникает с момента такой регистрации.
Приобретателями могут быть несколько человек. В таком случае выполнять обязанности по договору они будут солидарно. Соответственно, солидарной будет и ответственность получателей в случае невыполнения условий договора.
По договору пожизненного содержания (ухода) приобретатель имеет следующие права:
- осуществлять право владения и пользования таким имуществом, если договором не предусмотрено иное;
- если договор заключен на содержание нескольких лиц - совладельцев имущества, которое было передано приобретателю, в случае смерти одного из них, приобретатель имеет право на уменьшение объема обязательств по содержанию отчуждателя (ей) (абз. 2 ч. 1 ст. 747 ГК[1])
- по взаимному согласию с отчуждателем приобретатель вправе решить вопрос о замене переданного ему по договору имущества на другую вещь. Замена вещи должна происходить на основании внесения изменений в договор пожизненного содержания (ухода) с соблюдением требований к форме этого договора;
- приобретатель вправе определить в завещании наследников в отношении имущества, переданного ему по договору пожизненного содержания (к ним также перейдут его обязательства по данному договору);
- приобретатель имеет право на расторжение договора.

В соответствии со статьей 754 Кодекса приобретатель не имеет права до смерти отчуждателя продавать, дарить, менять имущество, переданное по договору пожизненного содержания (ухода), заключать относительно него договор залога, передавать его в собственность другому лицу на основании другой сделки.
Приобретатель обязан в случае смерти отчуждателя похоронить его, даже если это не было предусмотрено договором пожизненного содержания (ухода). (Часть 3 статьи 749). В то же время, в тексте договора целесообразно предусматривать обязанность приобретателя в случае смерти отчуждателя похоронить его. Если часть имущества отчуждателя перешла к его наследникам, расходы на его погребение должны быть справедливо распределены между ними и приобретателем.

## Прекращение договора
В соответствии со статьей 755 ГК договор пожизненного содержания (ухода) может быть расторгнут по решению суда:
- по требованию отчуждателя или третьего лица, в пользу которого он был заключен, в случае невыполнения или ненадлежащего выполнения приобретателем своих обязанностей, независимо от его вины;
- по требованию приобретателя.

Договор пожизненного содержания (ухода) прекращается со смертью отчуждателя. Для этого приобретатель подает нотариусу свидетельство о смерти и экземпляра договора.
В случае расторжения договора пожизненного содержания (ухода) в связи с неисполнением или ненадлежащим исполнением приобретателем обязанностей по договору, отчуждатель приобретает право собственности на имущество, которое было им передано, и имеет право требовать его возвращения. В этом случае расходы, произведенные приобретателем на содержание и (или) уход отчуждателя, не подлежат возврату.
В случае расторжения договора в связи с невозможностью его дальнейшего выполнения приобретателем по основаниям, которые имеют существенное значение, суд может оставить за приобретателем право собственности на часть имущества, с учетом продолжительности времени, в течение которого он надлежащим образом исполнял свои обязанности по договору.
Статьей 752 Гражданского кодекса Украины предусмотрено, что в случае невозможности дальнейшего выполнения физическим лицом обязанностей приобретателя по договору пожизненного содержания (ухода) по основаниям, которые имеют существенное значение, обязанности приобретателя могут быть переданы с согласия отчуждателя члену семьи приобретателя или другому лицу с их согласия.
В случае смерти приобретателя его права и обязанности переходят к его наследникам. Если наследник по завещанию отказался от принятия имущества, которое было передано отчуждателем, право собственности на это имущество может перейти к наследнику по закону. Если у приобретателя нет наследников или они отказались от принятия имущества, переданного отчуждателем, отчуждатель приобретает право собственности на это имущество. В этом случае договор прекращается.

## Особенности договора пожизненного содержания по сравнению с другими разновидностями договоров отчуждения имущества
Договор пожизненного содержания имеет следующие особенности:
- имущество переходит в собственность приобретателя, однако распоряжаться таким имуществом приобретатель при жизни отчуждателя не сможет, поскольку при удостоверении договора пожизненного содержания (ухода) накладывается запрет отчуждения имущества в установленном порядке, о чем делается надпись на всех экземплярах договора (статья 73 Закона Украины "О нотариате"[6]).
- обязательства по пожизненному содержанию имеют личностный характер, поскольку устанавливаются по конкретно определенному физическому лицу;
- договор пожизненного содержания может быть заключен в пользу третьего лица (иждивенца), которой приобретатель должен предоставить пожизненное содержание и уход;
- этот договор носит длительный характер и требует от приобретателя постоянного и систематического выполнения своих обязанностей.

Отличие договора пожизненного содержания от договора дарения заключается в том, что договор дарения является безвозмездным, и даритель соответственно не может требовать от одаряемого совершать любые действия в свою пользу.
В то же время, заключая договор пожизненного содержания, физическое лицо наоборот, получает возможность обеспечить себе пожизненный уход, поскольку в самом договоре предусматриваются конкретные виды денежного и материального обеспечения и сроки его предоставления. Кроме того, даже случайная потеря или повреждение имущества, полученного приобретателем, не освобождает последнего от взятых на себя обязательств.
В случае заключения договора дарения, в первую очередь хотелось бы отметить, что исковая давность, в течение которой лицо может обратиться в суд с иском о расторжении этого договора, сокращена и составляет всего один год. Кроме того, перечень оснований, на основе которых такой договор может быть расторгнут является исчерпывающим. И поскольку, как отмечалось выше, договор дарения является безвозмездным, даритель не может требовать возврата имущества по причине невыполнения одаренным действий, предусмотренных в устной договоренности.
В договоре пожизненного содержания (ухода), наоборот одной из основных условий является условие о возможности его расторжения в случае ненадлежащего выполнения приобретателем своих обязанностей, предусмотренных в договоре. В таком случае риск остаться без имущества, в случае нарушения условий договора, несет именно лицо, в пользу которого заключен договор, а не лицо, которое является отчуждателем имущества.